# Nowe Młodochowo
Nowe Młodochowo (prononciation : [ˈnɔvɛ mwɔdɔˈxɔvɔ]) est un village polonais de la gmina de Płońsk dans le powiat de Płońsk de la voïvodie de Mazovie dans le centre-est de la Pologne.
Le village compte approximativement une population de 65 habitants en 2006.

## Histoire
De 1975 à 1998, le village appartenait administrativement à la voïvodie de Ciechanów.